# ناثان فاين
ناثان فاين (بالإنجليزية: Nathan Fine) هو رياضياتي أمريكي، ولد في 22 أكتوبر 1916 في فيلادلفيا في الولايات المتحدة، وتوفي في 18 نوفمبر 1994 في مقاطعة بروارد في الولايات المتحدة.